# Демократична партія України
Демократична партія України — сучасна українська політична партія. Заснована 28 грудня 1990 року у Києві. Офіційна дата реєстрації 28 червня 1991 р., свідоцтво Міністерства юстиції України № 121.

## Ідеологія
Ідеологія: ДемПУ стоїть на принципах сучасного світового та європейського лібералізму, основним пріоритетом якого є невід'ємні права та свободи особистості, сформульовані в Загальній декларації прав людини, звільнення її від колективного тиску, пріоритет прав людини над будь-якими груповими інтересами, будь це інтереси соціальної, національної або іншої групи.

## Історія партії
У березні 1990 року в газеті «Літературна Україна» був опублікований «Маніфест Демократичної партії України», автором якої був український дисидент Юрій Бадзьо. Цей документ і став початком майбутньої партії. 15 травня 1990 в Києві пройшло засідання ініціативної групи зі створення ДемПУ, на якому був удосконалений «Маніфест…» і обраний організаційний комітет. Уже в жовтні того ж року оргкомітет, що зібрався в західноукраїнському місті Теребовля, на Всеукраїнській конференції проголосив створення Демократичної партії України.
Установчий з'їзд ДемПУ відбувся 15—16 грудня 1990 в Києві. Головою Президії партії був обраний Юрій Бадзьо. Іншими видатними членами ДемПУ були радянські і українські письменники Дмитро Павличко, Володимир Яворівський, Іван Драч, Юрій Цеков, Роман Іваничук, Галина Гордасевич, Віталій Дончик, вчені Генріх Дворко та лікар Валерій Чмир. Основою ДемПУ в основному були активісти Народного руху України (НРУ) — тоді ще громадської організації, а не партії. 28 червня 1991 ДемПУ була зареєстрована. Партія виступала за незалежність України від СРСР і проведення демократичних реформ.
Відразу ж після створення, в ДемПУ вступили деякі безпартійні і комуністичні депутати Верховної ради України і таким чином партія, яка не узяла участі у виборах 1990, стала парламентською. З самого початку ДемПУ входила до складу Народного руху України, але поступово відмежувалася від нього в міру свого становлення. Після грудня 1991 вона позиціонувала себе як прихильника курсу президента Леоніда Кравчука, який на виборах переміг кандидата від НРУ — В'ячеслава Чорновола. З причини опозиційності Народного руху по відношенню до Леоніда Кравчука, ДемПУ покинув НРУ і втратив при цьому кількох своїх іменитих членів, наприклад Івана Драча.
У 1989–1991 ДемПУ так само була представлена у Верховній раді СРСР депутатами Георгієм Петрук-Попиком (1932–2006) та Володимиром Яворівським.
У серпні 1992 ДемПУ разом з іншими українськими партіями і громадськими організаціями, такими як УРП, УСДП, «Просвіта», частиною НРУ та іншими, створила об'єднання під назвою «Конгрес народно-демократичних сил» (КНДС), який підтримував чинного президента України Леоніда Кравчука. Співголовою цієї організації нарівні з Михайлом Горинем і Ларисою Скорик став Юрій Бадзьо. Це об'єднання проіснувало, однак, недовго.
У 1996 році ДемПУ було підтримано створення  Всеукраїнську молодіжну організацію Демократичної партії України, яку пізніше перейменували на Всеукраїнську молодіжну громадську організацію «Демократичні перетворення України» (Президент організації Олександр Гонтарук ). У жовтні 1999 року молодіжна організація припинила офіційні стосунки з ДемПУ. 
У листопаді 1999 року ДемПУ створює Всеукраїнську громадську молодіжну організацію "Молоді демократи" (МоДем), яку очолив Сергій Козоріз.  Після Помаранчевої революції молодіжна організація припинила співпрацю з ДемПУ через розбіжності з партійним керівництвом.

## Участь ДемПУ увиборахВР 1998 року
На V з'їзді Демократичної партії (28 жовтня 1997 року) було оголошено про те, що до передвиборчого списку ДемПУ, за порадою Президента, включені віце-прем'єр Сергій Тігіпко та гендиректор «Південмашу» Юрій Алексєєв.
Через два дні після цього, 30 жовтня, Сергій Тігіпко заявив у інтерв'ю агентству Інтерфакс-Україна, що не давав «ніякої згоди» на висунення своєї кандидатури в списках якоїсь «конкретної політичної партії», заявивши: «Якщо я вирішу балотуватися на виборах, я знайду можливість особисто повідомити про це».
Пізніше Володимир Яворівський агітував за створення блоку ДемПУ та щойно створеної Партії регіонів (яка тоді ще мала назву Партія регіонального відродження України), пропонував внести до списків ДемПУ голову ПРВУ Володимира Рибака (у 1993-2002 мер Донецька, який, за запевненнями Яворівського, дав би партійному списку шість мільйонів голосів), Олександра Волкова (кучмівського «директора» Верховної Ради), Юхима Звягільського. Союз Яворівського та Звягільського, під крики «Гірко!», під час фуршету закріпив міцний чоловічий поцілуй.
Врешті решт Демократична партія України та Партія економічного відродження (з Криму) сформували блок НЕП (народовладдя, економіка, порядок). Другим номером списку НЕП був кримський політик Анатолій Гриценко. На виборах блок НЕП набрав 1,22% голосів.

## Провід
Унікальність[джерело?] Демократичної партії України полягає у тому, що вона не є партією одноосібного лідера. Її члени не поклоняються «вождю», не повинні звітувати перед «партійним босом», їх не змушують прославляти одне-єдине бренд-прізвище. Думка кожного партійця є важливою, кожен має можливість говорити правду і бути почутим. Усі важливі рішення Демократична партія ухвалює виключно колегіально.
Історія та світова практика доводять, що партії «єдиного вождя-лідера» задовольняють лише його потреби, ігноруючи при цьому інтереси суспільства. Натомість провідні політичні партії розвинених країн консолідують людей та орієнтуються на думку об’єднаної більшості. Саме тому вони успішно реалізовують свої програмні засади та отримують підтримку суспільства.

## Рада партії
Павлик Віталій Андрійович голова Адвокатського об’єднання «Правозахисник»
Костюк Світлана Миколаївна директор «Інформаційної компанії «Співдружність»
Кримчак Сергій Олександрович правознавець, координує роботу молодіжної гілки партії
Топчій Вячеслав Віталійович Голова ради ПАТ «Управління спеціальних машин»
Слободян Роман Богданович директор Юридичної компанії «ЮрБудКонсалт».

## Слоган партії
Правда робить сильними!

## Символіка партії
Символом партії є лелека, як знак миру та спокію. Емблемою Демократичної партії України є прямокутник синього кольору, вздовж коротких сторін якого розміщені написи: згору - Україна, внизу - Демократична партія. Між ними знаходиться стилізована під гніздо карта України жовтого кольору, на якій намальовано лелеку на одній нозі із складеними крилами. 

## Вибори 2014 року
26 квітня 2014 року Конференція Київської міської регіональної організації «Демократичної партії України» висунула 60 кандидатів у депутати Київради за партійним списком та 60 кандидатів в мажоритарних округах міста Києва.
«№ 5» був номером Демократичної партії України у виборчому бюлетені Багатомандатного виборчого округу з виборів депутатів Київської міської ради.